# Tomáš Ďubek
Tomáš Ďubek (Zólyom, 1987. január 22. –) szlovák válogatott labdarúgó.

## Pályafutása

### Klubcsapatok
Ďubek a szlovák Ružomberok akadémiáján nevelkedett, a felnőtt csapatban 2005-ben mutatkozott be. 2014-ig a klub színeiben több mint kétszáz szlovák bajnoki mérkőzésen lépett pályára. 2014 nyarán leigazolta őt a cseh élvonalbeli Slovan Liberec, mellyel cseh kupát nyert. 2015-ben visszaigazolt a Ružomberokhoz, ahol újabb két évet futballozott. 2017-ben a másodosztályú Zalaegerszeg labdarúgója volt. 2018 óta a szlovák élvonalbeli ViOn Zlaté Moravce csapatát erősíti.

### A válogatottban
2013-ban egy alkalommal pályára lépett a szlovák válogatottban egy Liechtenstein elleni világbajnoki selejtező mérkőzésen.

### Mérkőzései a szlovák válogatottban
| #  | Dátum           | Ellenfél      | Eredmény | Kiírás       | Esemény |
| -- | --------------- | ------------- | -------- | ------------ | ------- |
| 1. | 2013. június 7. | Liechtenstein | 1 – 1    | Vb-selejtező | 24'     |

## Sikerei, díjai
Ružomberok:
- Szlovák bajnokság: 2006-06
- Szlovák kupa: 2006

Slovan Liberec:
- Cseh kupa: 2015